# Etengo
Die Etengo AG ist ein Personaldienstleister mit Sitz in Mannheim.

## Geschichte
Die Etengo AG wurde 2009 gegründet. Dieter Dürr, der zuvor als Vorstandsvorsitzender beim Konkurrenten Hays tätig war, übernahm den Vorsitz des Aufsichtsrats.
Aufgrund der Erfahrungen bei anderen Personaldienstleistern setzte Etengo von Beginn an auf ein neues Konzept. Zum einen wurde die Vergütung der Freiberufler vollständig offengelegt (Open-Book-Management) und pauschal eine 10-Prozent-Markup aufgeschlagen, was deutlich weniger als bei der Konkurrenz war. Zum anderen fokussierte sich Etengo auf den IT-Bereich. Damit wuchs das Unternehmen schnell, von 1,6 Millionen Euro Umsatz im ersten Jahr (2009) auf 8,7 Millionen Euro im Jahr 2010. Auch in den Folgejahren lag das Wachstum der Etengo AG und die Abschlussquote bei Projektanfragen stets über dem Branchenschnitt und der Umsatz stieg Jahr für Jahr an.
Seit 2016 veröffentlicht Etengo einen Freelancer-Index, auf Basis einer repräsentativen Umfrage bildet dieser die Nachfrage nach Freiberuflern im IT-Bereich ab.

## Geschäftsmodell
Etengo organisiert den Einsatz von IT-Freiberuflern an Unternehmen aus allen Branchen. Nach eigenen Angaben arbeitet Etengo unter anderem mit Kunden aus dem Bereich IT/Telekommunikation, der Finanz- und Versicherungswirtschaft oder Logistik und Handel und der Automobilindustrie zusammen und hat ein Netzwerk von mehr als 40.000 Freelancern. Zu den angebotenen Aufgabenbereichen gehören Automatisierungstechnik, IT- und Cyber-Security, Digitalisierung, Softwareentwicklung und Qualitätssicherung.

## Unternehmensstruktur und Standorte
Vorstandsvorsitzender der Etengo AG ist seit 2020 Alexander Raschke, ebenfalls Teil des Vorstands ist Christoph Kugelmann. Im Aufsichtsrat sitzen Dieter Dürr (Vorsitzender), Tom Schoenrock und Ulrich Goeke.
Neben dem Hauptsitz in Mannheim hat das Unternehmen weitere Standorte in Berlin, Frankfurt am Main, München, Düsseldorf, Dresden und Köln.